# Eternal Word Television Network
Eternal Word Television Network, kratica EWTN, najveća svjetska katolička medijska mreža na svijetu i, općenito, najveća televizijska kuća s vjerskim sadržajem. Danas ima jedanaest globalnih televizijskih kanala čiji se signal odašilje u brojnim zemljama. Obuhvaća televiziju, radio i mrežu vijesti. Pruža pokriće medijskim programima i novostima iz cijelog svijeta. 
Odašilje putem satelita, kabela i svemrežja. Postaja je privatna. Sjedište je u Irondaleu u Alabami. Programski je sadržaj specijaliziran - vjerski, i dostupan je na engleskom, španjolskom, njemačkom i francuskom. Prikazuje se od 15. kolovoza 1981. godine. 
EWTN osnovala je karizmatična časna sestra Majka Angelica, koja je na EWTN trideset godina imala svoju emisiju "Majka Angelica uživo". EWTN postala je glas konzervativnih i tradicionalnih katolika, promičući učenja pape Ivana Pavla II. S vremenom je ETWN dostigao 264 milijuna gledatelja širom svijeta.
U svibnju 2021. otvorila je ured u Zagrebu, u suradnji s Televizijom »Laudato«. Istovremeno, otvoreni su i uredi u poljskom Wroclawu i Švedskoj.

## Vanjske poveznice

### Sestrinski projekti
|  | Zajednički poslužitelj ima još gradiva o temi Eternal Word Television Network |

### Mrežna mjesta
- Službene stranice
- Službeni kanal na YouTubeu